# لی مین یونگ
لی مین یونگ (زادهٔ ۶ فوریه ۱۹۷۶) بازیگر اهل کره جنوبی است. لی دوره بازیگری را به عنوان یک بازیگر بچه شروع کرد، زمانی که ۴ ساله بود. لی مین یانگ با لی چان بازیگر در ۱۰ دسامبر ۲۰۰۶ ازدواج کرد و پس از ۱۲ روز طلاق گرفتند. به دلیل اینکه او لی مین یانگ را مورد ضرب و شتم قرار داده‌است و با پیگیری لی مین یانگ برای خشونت خانگی شوهرش که باعث سقط جنین و شکستی بینیش شده بود که نیاز به ترمیم بینی داشت لی چان به یک سال زندان محکوم شد و به حالت تعلیق به مدت دو سال شد؛ و بعد از این ماجرا مین یانگ بازیگری نکرد و پس از ۵ سال با سریال خانواده کیمچی به تلویزیون بازگشت.

## فیلم‌شناسی

### مجموعه تلویزیونی
| سال       | عنوان                                  | نقش                  | شبکه      |
| --------- | -------------------------------------- | -------------------- | --------- |
|           | پ پو پ پو پ پو (بوس بوس بوس)           |                      | MBC       |
| ۱۹۸۱      | خانه ناری                              |                      | MBC       |
| ۱۹۸۲      | معلم ببر                               |                      | MBC       |
| ۱۹۸۲      | منتظر ماندن                            |                      | MBC       |
| ۱۹۸۳      | ۵۰۰ سال از چوسون: درخت با ریشه‌های عمیق | Princess Jeongso     | MBC       |
| ۱۹۹۵      | بلوغ                                   | Jae-in               | MBC       |
| ۱۹۹۵      | شریک                                   | Song Hyun-joo        | MBC       |
| ۱۹۹۵      | زن                                     | Seo Geum-soon        | MBC       |
| ۱۹۹۶      | دلیل اینکه ما طلاق نمی‌گیریم            | So-young             | MBC       |
| ۱۹۹۶      | روابط خواهر و برادر                    | Park So-baek         | MBC       |
| ۱۹۹۶      | زیباترین خداحافظی در جهان              |                      | MBC       |
| ۱۹۹۷      | برادران پزشکی                          | Seo Yoon-kyung       | MBC       |
| ۱۹۹۷      | دلیل اینکه من زندگی می‌کنم              | Jung-hee             | MBC       |
| ۱۹۹۷      | افسانه یک قهرمان                       | Choi Ha-rim          | MBC       |
| ۱۹۹۸      | دویدن پابرهنه                          | Kang Hyun-ji         | MBC       |
| ۱۹۹۹      | خورشید جوان                            | Seo Han-byul         | SBS       |
| ۱۹۹۹      | تو هستی یکی از یک نوع                  | Lee Eun-sun          | MBC       |
| ۱۹۹۹      | برخورد                                 | Jang Ye-won          | کی‌بی‌اس۲   |
| ۲۰۰۱      | قوانین ازدواج                          | Song Gong-joo        | MBC       |
| ۲۰۰۱      | باغ گل                                 | Han Ki-joon          | KBS2      |
| ۲۰۰۱      | بیشتر از کلمات میتونه بگه              | Jang Mi-joo          | KBS1      |
| ۲۰۰۱      | مانند پدر، بر خلاف پسر                 | Gu Mi-sook           | KBS2      |
| ۲۰۰۲      | مردم باغ وحش                           | Yang Min-young       | KBS2      |
| ۲۰۰۲      | دوشیزه آشپزخانه                        | Kim Soon-young       | MBC       |
| ۲۰۰۲      | مانند جریان رودخانه                    | Park Dong-hee        | SBS       |
| ۲۰۰۳      | عاشقان                                 | Oh Soo-hee           | SBS       |
| ۲۰۰۴      | خانواده گرانبها                        | Woo Mi-yeon          | KBS2      |
| ۲۰۰۴      | زمین                                   | Lady in byeoldang    | SBS       |
| ۲۰۰۶      | عشق و جاه طلبی                         | Eun-hwan             | SBS       |
| ۲۰۱۱      | خانواده کیمچی (مجموعه تلویزیونی)       | لی وو جو             | jTBC      |
| ۲۰۱۴      | تو فقط مال منی                         | گو ایون جونگ         | SBS       |
| ۲۰۱۶      | عشق در راه است                         | نا سون یونگ          | SBS       |
| ۲۰۱۷      | قوی‌ترین پیک                            | سون ئه               | کی‌بی‌اس۲   |
| ۲۰۱۸      | خدمتکار تو                             | آن جین هونگ          | KBS2      |
| ۲۰۱۹      | هتل دل لونا                            | روح (قسمت ۱۳)        | tvN       |
| ۲۰۱۹      | پزشک زندانی                            | بوک هه سو            | KBS2      |
| ۲۰۲۱      | لوکا: آغاز                             | حضور افتخاری قسمت 12 | tvN       |
| ۲۰۲۱–۲۰۲۲ | عشق، ازدواج و طلاق                     | سونگ وون             | TV Chosun |
| ۲۰۲۲      | ساحره شدن                              | چه هی سو             | TV Chosun |
| ۲۰۲۲      | کافه حقوق                              | سونگ هوا             | KBS2      |
| ۲۰۲۳      | انتقام ازدواج کامل                     | لی جونگ هه           | MBN       |
| ۲۰۲۳–۲۰۲۴ | جنگ گوریو–خیتان                        | امپراتریس چونچو      | KBS2      |

### فیلم
| سال  | عنوان                   | نقش      |
| ---- | ----------------------- | -------- |
| ۱۹۸۰ | این درد ماله اون زنه    |          |
| ۱۹۸۰ | اسب چوبی که به دریا رفت |          |
|      | تصویر خانواده           | سو کیونگ |

## جوایز و نامزدی‌ها
| سال  | جایزه            | رده                                         | کار نامزد شده  | نتیجه    |
| ---- | ---------------- | ------------------------------------------- | -------------- | -------- |
| 1996 | MBC Drama Awards | Best New Actress                            |                | برنده    |
| 2014 | SBS Drama Awards | Excellence Award, Actress in a Serial Drama | تو فقط مال منی | نامزدشده |